# Bauhinia aureifolia
Bauhinia aureifolia är en ärtväxtart som beskrevs av Kai Larsen och Supee Saksuwan Larsen. Bauhinia aureifolia ingår i släktet Bauhinia och familjen ärtväxter. Inga underarter finns listade i Catalogue of Life.

## Bildgalleri

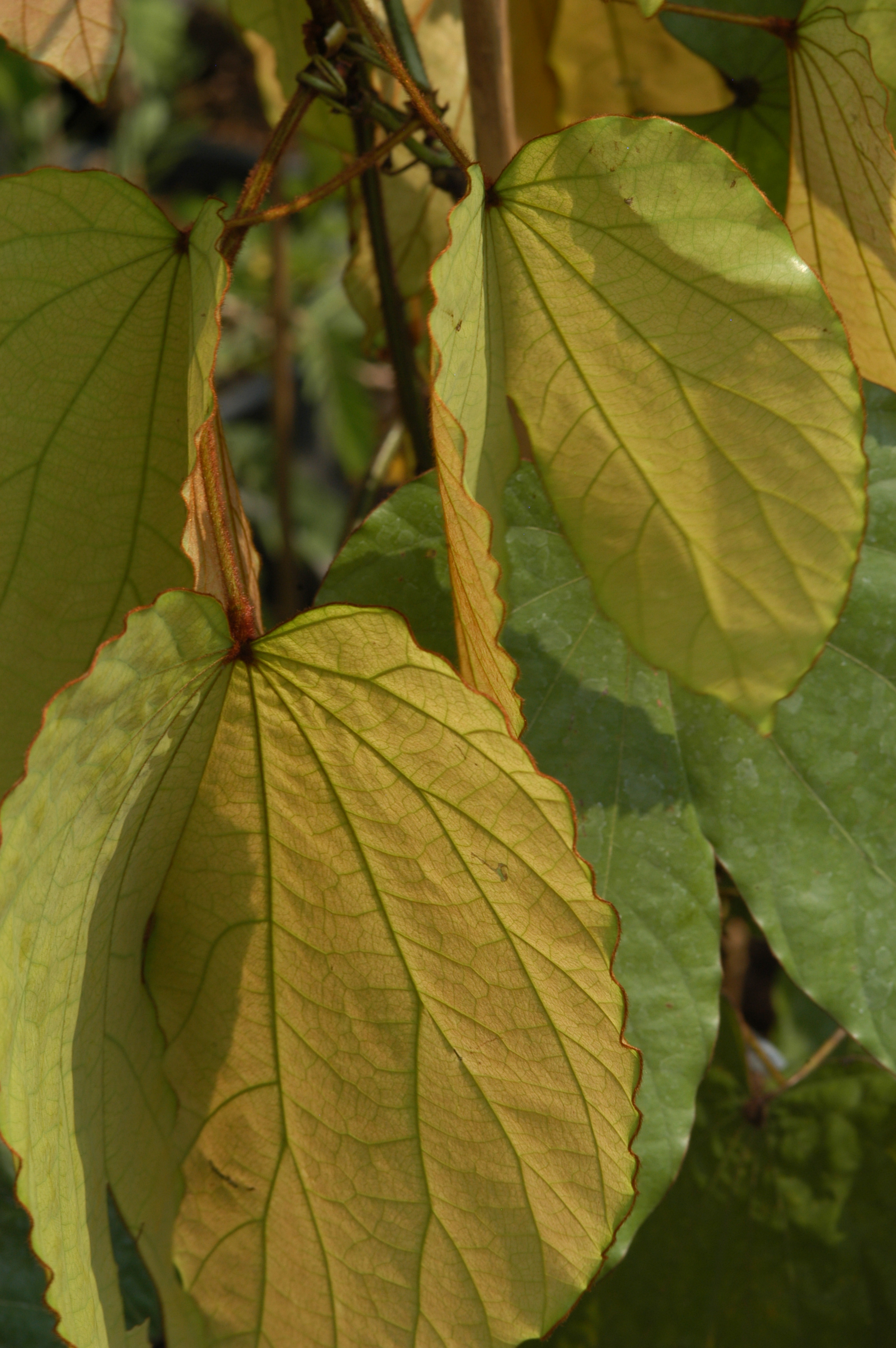